# 第五十一届超级碗
第五十一届超级碗（Super Bowl LI）是一场于2016年NFL赛季举行的由美国橄榄球联合会（AFC）冠军新英格兰爱国者与国家橄榄球联合会（NFC）冠军亚特兰大猎鹰角逐国家美式足球联盟（NFL）总冠军头衔的比赛。比赛以爱国者34比28领先猎鹰获胜告终，这是超级碗历史上首次进入加时赛。
这次超级碗于2017年2月5日（周日）在德克萨斯州休斯顿的NRG球场举行。这是该球场第二次承办超级碗比赛，之前一次为2004年的第三十八届超级碗，当时新英格兰爱国者也闯入了决赛；这是休斯顿第三次承办超级碗，1974年第八届超级碗是在莱斯大学球场举办的。
第五十一届超级碗打破了多项NFL记录。爱国者在第三节还剩不到3分钟时以28-3落后25分后，随后绝地反击——这是超级碗历史上最大的一次逆转分差（爱国者之前曾经在第四十九届超级碗上落后10分逆转）。爱国者球队历史上第五次夺冠，这全部都是在先发四分卫汤姆·布雷迪的领导下获得的，这也创下了获得最多超级碗的四分卫记录。布雷迪第四次荣获超级碗最有价值球员称号，这也创造了NFL记录。
本次比赛是1967年1月15日举办的首届超级碗五十周年纪念。这是爱国者创纪录的第九次、三年内第二次入围超级碗，也是在主教练比尔·贝利奇克和四分卫汤姆·布雷迪领导下的第七次。猎鹰则希望获得他们的首个超级碗奖杯，之前一次入围是在第三十三届超级碗上。
本次超级碗中场表演由Lady Gaga担纲。